# سبك بطريقة القالب الممتلئ

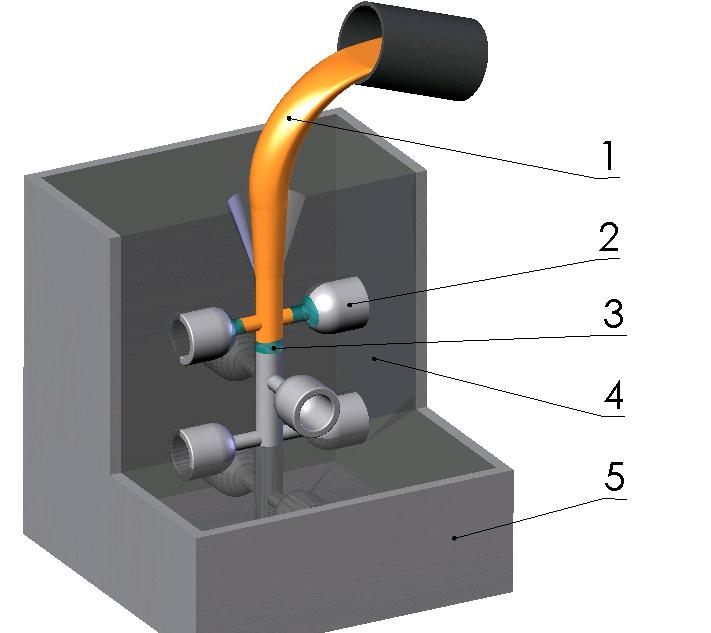

سبك بطريقة القالب الممتلئ هو نوع من عملية السباكة بالنموذج المتبخر يجمع بين سبك في القوالب الرملية وسبك بالرغوة الضائعة.يستخدم قالب رغوة بوليستيرين وبعد ذلك يحاط بالرمل، مما يجعله شبيه بسبك بالقوالب الرملية.يصب المعدن مباشرة في القالب، والذي يبخر الرغوة حين الاتصال.

## العملية
أولاً، يصنع القالب من رغوة بوليستيرين، والتي يمكن تصنيعها بطرق عدة. للأحجام الصغيرة يُشكل القالب باليد أو بواسطة الآلات من كتلة صلبة من الرغوة؛ لو كان شكل الرغوة بسيط، يمكن قطع القالب باستخدام قاطعة الرغوة بالسلك الساخن. إذا كان الحجم كبير، يمكن إنتاج القوالب بشكل صناعي بإجراء عملية تشبه حقن اللدائن. تحقن كرات متوسعة مسبقاً من بوليستيرين في قالب ألمنيوم ساخن وعلى ضغط منخفض. يوضع البخار على بوليستيرين والذي يسبب توسعه أكثر ليناسب القالب. يتكون القالب النهائي من حوالي 97.5% هواء و2.5% بوليستيرين. أحواض الصب المصنعة مسبقاً، المشايات، الصاعدات(Riser [الإنجليزية]) يمكن حقن هؤلاء بشكل غراء ساخن في القالب كإجراء أخير.
يغلف القالب بعد ذلك بمادة حرارية. يوضع القالب المغلف في زجاجة وتملأ بحذر بالرمل الأخضر أو رمل مرتبط كيميائيًا. أخيرًا، يصب المعدن الذائب في القالب، وتتبخر الرغوة وتسمح للمعدن بأن يملأ القالب كله. يعطي الصب البرودة وبعد ذلك تفرغ الزجاجة وتصبح جاهزة للاستخدام. لا يحتاج الرمل إلى إعادة معالجة ويمكن إعادة استخدامه مباشرة.

## الميزات والمساؤى
تملك عملية السباكة هذه الأفضلية أثناء عمليات السبك المعقدة، والتي عادة ما تتطلب قضيب قلب المسبوك(بالانكليزية:Core ).وهو أيضا مضبوط الأبعاد، ولا يتطلب استدقاق(بالانكليزية: Draft )،ولا يوجد أي خطوط فاصلة ولذلك لا يستخدم أي فلاش (Flash [الإنجليزية]).
بالمقارنة مع السباكة الاسثتمارية، السبط بالقالب الممتلئ أرخص بسبب سهولة العملية والرغوة أرخص من الشمع.عادة لا تتطلب الملقمات بسبب طبيعة العملية ؛ولأن يُبخر المعدن الذائب الرغوة في قالب معتدل الحرارة بشكل أسرع من البقية، والذي يؤدي بشكل طبيعي إلى تصلب اتجاهي. (Directional_solidification [الإنجليزية])